# Bourgogne (Casablanca)
Pour les articles homonymes, voir Bourgogne.
 (décembre 2011).
Si vous disposez d'ouvrages ou d'articles de référence ou si vous connaissez des sites web de qualité traitant du thème abordé ici, merci de compléter l'article en donnant les références utiles à sa vérifiabilité et en les liant à la section « Notes et références ».
Bourgogne est le nom d'un quartier de Casablanca situé au centre-ouest de la ville, circonscrit par l'océan au nord, au bord duquel se situent la mosquée Hassan II, les quartiers de El-Hajajma et El-Hank à l'ouest, les faubourgs populaires de la vieille ville à l'est (rue des Italiens, rue des Anglais : Derb T-Talyan et Derb l-Inglîz) après le boulevard de Bordeaux, le boulevard d'Anfa et les quartiers Gauthier et Racine au sud.
Il est constitué d'un assemblage étrange de quartiers improvisés, de petites maisons coloniales, de quartiers de classes moyennes de diverses époques, en voie de paupérisation, emplis de "barakat" (baraques) sur les toits et dans les cours. La misère la plus sombre y côtoie pacifiquement la richesse la plus provocante.
C'est la proximité du centre-ville et des quartiers riches qui explique la très forte concentration de population. En parallèle, se développent depuis une vingtaine d'années, avec une nette accélération ces derniers temps, de vastes espaces d'immeubles résidentiels de standing, regroupant une population bourgeoise jeune et un certain nombre de fonctionnaires retraités.
L'ambiance est fortement "occidentale", les populations sont souvent d'anciens Casablancais de toutes classes, des étrangers aisés et l'importante proportion de campagnards est très vite intégrée.

## Sport
Au niveau du sport, le quartier de Bourgogne a vu la création du 1er club sportif qui le représente dans les annèes 1930 dont son équipe de football avait participé en Botola sous l'ère de la LMFA.

Voir : 